# Cicurina machete
Cicurina machete là một loài nhện trong họ Dictynidae.
Loài này thuộc chi Cicurina. Cicurina machete được Willis J. Gertsch miêu tả năm 1992.